# Torma
Torma är en småköping (estniska: alevik) i Jõgeva kommun i landskapet Jõgevamaa i östra Estland. Den ligger cirka 130 kilometer sydöst om huvudstaden Tallinn på en höjd av 86 meter över havet och antalet invånare 2012 var 533.
Innan kommunreformen 2017 utgjorde Torma centralort i dåvarande Torma kommun.

## Geografi
Terrängen runt Torma är platt. Runt Torma är det mycket glesbefolkat, med 6 invånare per kvadratkilometer. Närmaste större samhälle är staden Mustvee, 12,2 kilometer öster om Torma. Omgivningarna runt Torma är en mosaik av jordbruksmark och naturlig växtlighet.